# Planetesimal

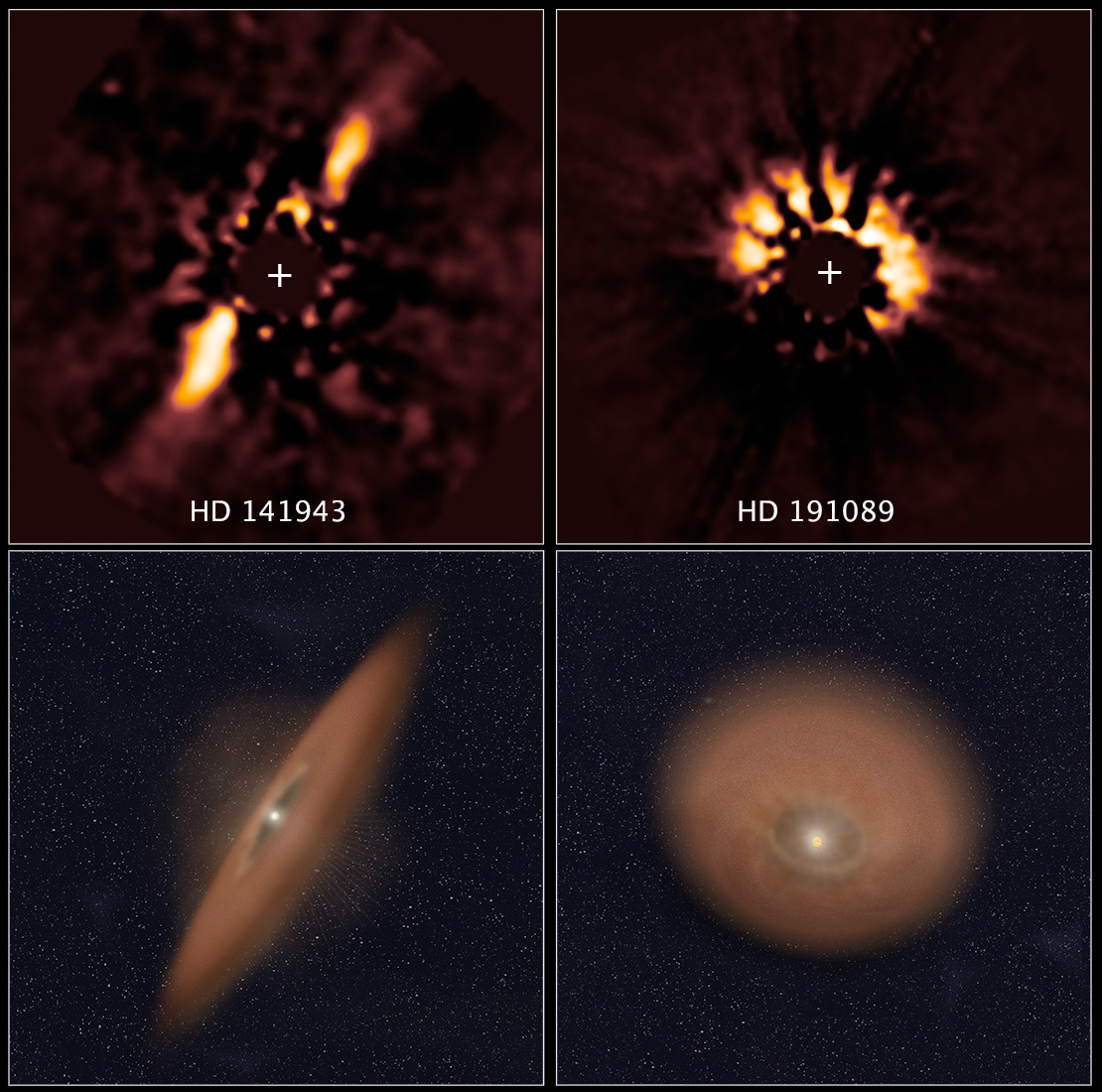
Stoftskivor upptäckta i Hubbleteleskopets arkivbilder av unga stjärnor, HD 141943 och HD 191089, med hjälp av förbättrade avbildningsprocesser (24 april 2014).

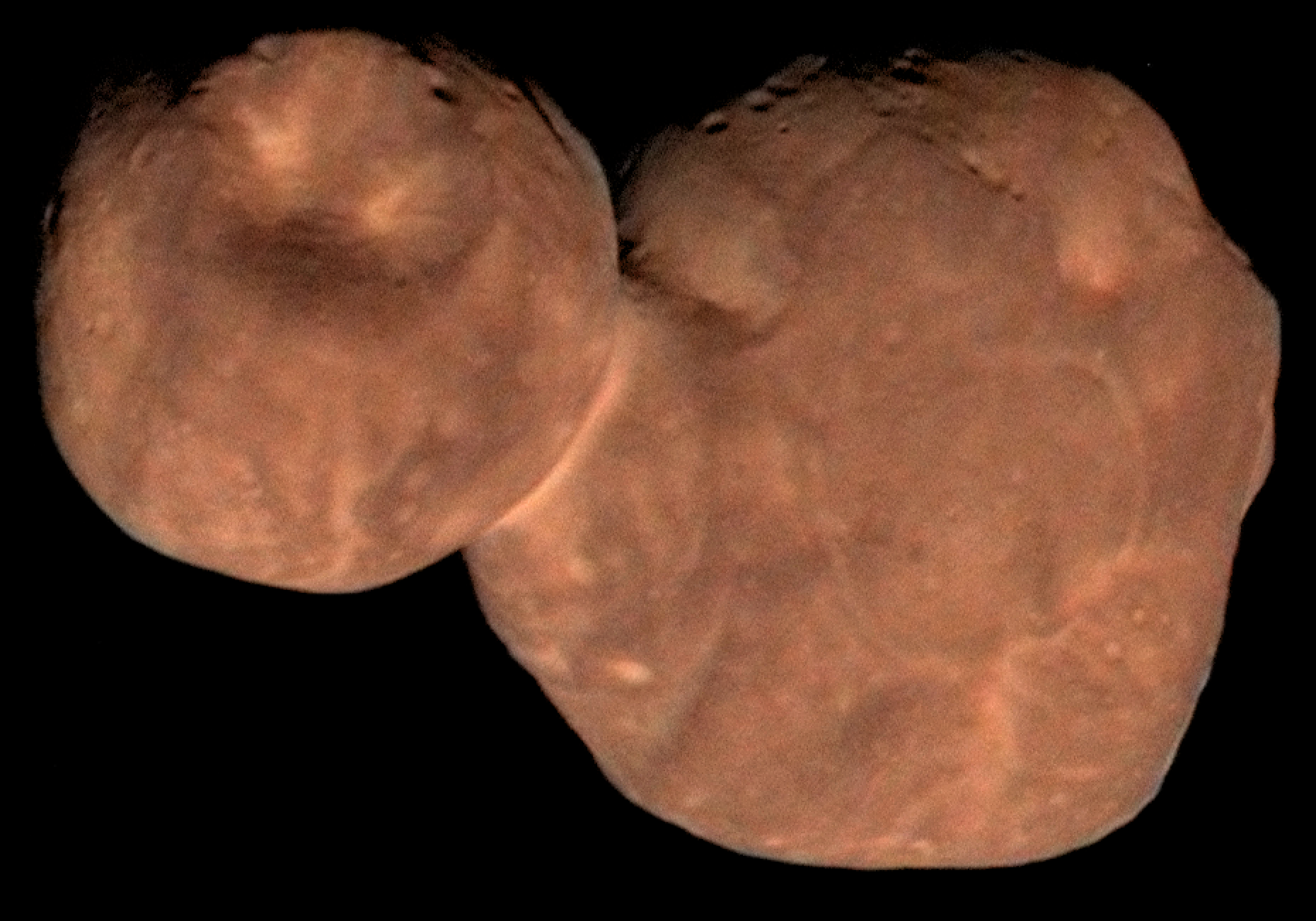
486958 Arrokoth, den första orörda planetesimalen som besökts av en rymdfarkost.

En planetesimal är en asteroidliknande himlakropp, en byggsten till planeter. De första planetesimalerna upptäcktes 1997. Deras storlek är upp till några kilometer i diameter.

## Bildning
Solsystemet har sitt upphov i gas- och stoftmoln, molekylmoln, i Vintergatan. Kollisioner mellan dessa gas- och stoftmoln resulterar i kollaps och stjärnbildning. Runt en nybildad stjärna bildas en skiva av gas och stoft, en protoplanetär skiva, där planeter bildas. Det första steget i planetbildning är samlandet av stoftpartiklarna till kilometerstora planetesimaler. Processen är begränsad till att ta några miljoner år vilket är den protoplanetära skivans livslängd. Efter bildandet av planetesimaler tar gravitationen mellan planetesimalerna över och de kan samlas ihop till protoplaneter och slutligen planeter. Jorden har träffats av många planetesimaler, men vår atmosfär har eroderat bort dessa kratrar. I solsystemet finns planetesimaler kvar från bildandet av planeter i form av kometer, asteroidbältet och Kuiperbältet.
Mindre kroppar måste istället förlita sig på Brownsk rörelse eller turbulens för att orsaka kollisionerna som leder till klibbning. Mekaniken bakom kollisioner och mekanismerna för klibbning är invecklade. Alternativt kan planetesimaler bildas i ett mycket tätt lager av stoftkorn som genomgår en kollektiv gravitationsinstabilitet i mittplanet av en protoplanetär skiva – eller via koncentrationen och gravitationskollapsen av svärmar av större partiklar i strömmande instabiliteter. Många planetesimaler faller så småningom isär under våldsamma kollisioner, som 4 Vesta och 90 Antiope kan ha gjort, men några av de största kan överleva sådana möten och växa till protoplaneter och senare planeter.

## Planetesimaler i solsystemt
Man har antagit att för cirka 3,8 miljarder år sedan, efter en period som kallas det sena tunga bombardemanget, hade de flesta planetesimalerna i solsystemet antingen kastats ut helt från solsystemet, in i avlägsna excentriska banor som Oorts kometmoln, eller kolliderat med större objekt på grund av de regelbundna gravitationella knuffarna från jätteplaneterna (särskilt Jupiter och Neptunus). Några få planetesimaler kan ha fångats som månar, såsom Phoebe (en måne till Saturnus) och många andra små månar med hög lutning till jätteplaneterna.
Planetesimaler som har överlevt fram till idag är värdefulla för vetenskapen eftersom de innehåller information om solsystemets bildande. Även om deras yttre utsätts för intensiv solstrålning som kan förändra deras kemi, innehåller deras inre orört material som i princip varit orört sedan planetesimalen bildades. Detta gör varje planetesimal till en "tidskapsel", och deras sammansättning kan avslöja förhållandena i solnebulosan från vilken vårt planetsystem bildades. De mest primitiva planetesimalerna som besöks av rymdsonder är kontaktdubbelstjärnan Arrokoth.

## Definition av planetesimal
Även om namnet alltid används för små kroppar under planetbildningsprocessen, använder vissa forskare också termen planetesimal som en allmän term för att hänvisa till många små solsystemobjekt – som asteroider och kometer – som är kvar från bildningsprocessen. En grupp av världens ledande planetbildningsexperter beslutade vid en konferens 2006 om följande definition av en planetesimal:
En planetesimal är ett fast objekt som uppstår under ansamlingen av kretsande kroppar vars inre styrka domineras av egengravitation och vars orbitaldynamik inte signifikant påverkas av gasmotstånd. Detta motsvarar objekt större än ungefär 1 km i solnebulosan.
Objekt som är tillräckligt stora för att inte bara hålla ihop av gravitationen utan också för att ändra banan för annalkande kroppar över avstånd av flera radier börjar växa snabbare. Dessa objekt större än 100 km till 1000 km, kallas embryon eller protoplaneter.
I det nuvarande solsystemet klassificeras dessa små kroppar vanligtvis också efter dynamik och sammansättning, och kan senare ha utvecklats till att bli till exempel kometer, Kuiperbältesobjekt eller trojanska asteroider. Med andra ord, vissa planetesimaler blev andra typer av kroppar när planetbildningen var avslutad, och kan kallas med ettdera eller båda namnen.
Ovanstående definition stöds inte av Internationella astronomiska unionen, och andra arbetsgrupper kan välja att anta samma eller en annan definition. Gränsen mellan en planetesimal och en protoplanet är vanligtvis utformad i termer av storleken och de utvecklingsstadier som den potentiella planeten redan har gått igenom: planetesimaler kombineras för att bilda en protoplanet, och protoplaneter fortsätter att växa (snabbare än planetesimaler).